# Kāng Sēnghuì
Kāng Sēnghuì (康僧會 Wade-Giles:  K'ang-seng-hui, giapponese: Kōsōe; ... – 280?) fu un monaco buddista sogdiano, traduttore di testi dal sanscrito al cinese.

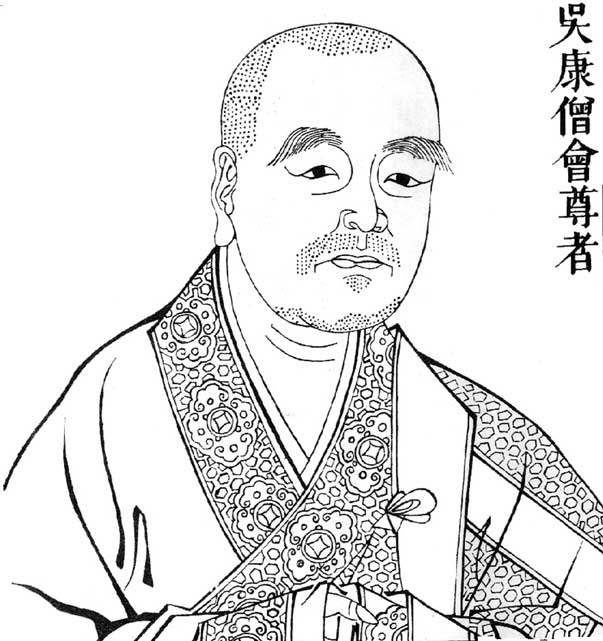
Kāng Sēnghuì (康僧會) in un'antica stampa cinese.

Kāng Sēnghuì (Sēnghuì il Sogdiano), era originario della zona del Tonchino (Giao Chỉ, cinese 交趾 Jiāozhǐ), probabilmente proveniva da Hanoi, ma la sua famiglia, di origine sogdiana, proveniva dall'India dove si era stabilita da alcune generazioni, trasferendosi quindi ad Hanoi dove svolsero l'attività di mercanti per, successivamente, migrare in Cina. 
La famiglia di Kāng Sēnghuì giunse a Nanchino nel 247, di lui sappiamo che presto divenne orfano e fu ospitato come novizio (sramanera, cinese: 沙彌 shāmí ) a soli dieci anni in un tempio buddista locale dove imparò la lingua cinese e incominciò la sua opera di traduzione dei testi buddisti redatti in lingua sanscrita.
Non rimane molto delle sue opere di traduzione se non degli Avadāna (o Jatāka), novantuno per l'esattezza, tradotti nel 251 e riportati nel 六度集經 (Liùdùjí jīng giapponese Rokudojū kyō, "Sutra sulla Raccolta delle sei perfezioni", conservato al T.D. 152).
Successivamente si trasferì verso il Settentrione giungendo nel Regno Wu (吳) dove, secondo la Biografia di monaci eminenti (cinese Gāosēngzhuàn, 高僧傳, giapp. Kōsō den, T.D. 2059, composto in 14 fascicoli da Huìjiǎo 慧皎, 497-554 nel 519), fu dapprima arrestato per ordine reale ma poi scarcerato dal sovrano che fu convertito al Buddismo dallo stesso Kāng Sēnghuì.
| Controllo di autorità | VIAF (EN) 306397971 · NDL (EN, JA) 001159632 |